# Mouyouka
Mouyouka est un village de la Région du Littoral au Cameroun, situé dans la commune de Mbanga.

## Population et développement
En 1967, la population de Mouyouka était de 1651 habitants avec 386 habitants essentiellement des Balong pour Mouyouka I et 1265 pour Mouyouka II, essentiellement des Ewondo. Lors du recensement de 2005, elle était de 1343 habitants.